# Zeynifelek Hanım
Zeynifelek Hanım (en turco otomano: زین فلك خانم‎ ; 1824 - 20 de diciembre de 1842; que significa "Ornamento del cielo" ), también conocida como Zerrinmelek, fue una de las 26 consortes del Sultán Abdulmejid I del Imperio Otomano.

## Primeros años y orígenes
Según el escritor de memorias Harun Achba, Zeynimelek nació en 1824 en el norte del Cáucaso, Zeynifelek pertenecía a la familia principesca Abjasia Klıç, sus padres era el príncipe abjasio Aslan Klıç y su esposa Shasha Loova.  
Fue educada en la corte con su hermana y primos y Bezmiâlem Sultan, la madre de Abdülmejid, la presentó al sultán. Conocido por su belleza y habilidad como pintor, Abdülmejid le pidió un retrato suyo y luego se enamoró de ella. 

## Vida en el Harén
El conocimiento del sultán sobre la dama tuvo lugar en 1841: Abdulmejid I, que se enteró de la belleza y el talento de la niña, la invitó a sus aposentos para pintar un retrato de el. Mientras se trabajaba en el retrato, Abdulmecid se enamoró de Zeynimelek y se casó con ella ese mismo año''. Se le dio el título de "Segundo Ikbal". Como escribe Harun Achba, el Sultán no tuvo hijos de Zeynimelek, sin embargo, el historiador Chagatay Uluchay escriben que si tuvo una hij0 el 22 de febrero de 1841, una hija, Behiye Sultan (también llamada Behi Sultan) en el Antiguo Palacio Beşiktaş. La princesa murió a la edad de seis años en 1847.
Según Sakaoglu, refiriéndose a Yilmaz Oztun, Zeynimelek fue una de las primeras concubinas de Abdülmecit I, quienes formaron parte de su harén en los primeros años de su reinado. 

## Muerte
Zeynifelek Hanım murió de tuberculosis el 20 de diciembre de 1842, a la corta edad de 18 años, y fue enterrado en el mausoleo de Nakşidil Sultan, Mezquita Fatih, Estambul. Charles White, quien visitó Estambul en 1843, dijo lo siguiente sobre ella:

...Zinet or Zihem Felik [Zeynifelek]...died in 1842....The deceased...is said to have been of most intractable temper, and most jealous and fretful disposition. This eventually lead to the pulmonary complaint of which she died.

## Descendencia
| Nombre        | Nacimiento            | Muerte             | notas                                                                                      |
| ------------- | --------------------- | ------------------ | ------------------------------------------------------------------------------------------ |
| Sultán Behiye | 22 de febrero de 1841 | 3 de junio de 1847 | Llamado también Behi Sultan, nacido en el Palacio Beşiktaş; enterrado en la Mezquita Nueva |

## En literatura
- Zeynifelek es un personaje de la novela histórica de Hıfzı Topuz Abdülmecit: İmparatorluk Çökerken Sarayda 22 Yıl: Roman (2009).[6]